# 丹佛路
丹佛路及丹佛道（英語：Danforth Road）是加拿大安大略省多倫多的兩條主幹道。丹佛路是一條東西向街道，西始舊多倫多的愛德華王子高架道路，作為布魯亞街的實際延續，向東延伸約6（3.7英里）穿過舊多倫多，距舊東約克約350（1,150英尺），然後在士嘉堡再延伸5（3.1英里），直到經由斜坡交匯處與京士頓路相交。丹佛道從華登路以西的大道分叉出來，沿對角線東北方向延伸至羅倫斯路以南，並在此延續為麥高雲道。
多倫多地鐵布魯亞-丹佛線在丹佛路以北開始，從當河一直延伸至緬因街站，然後向東逐漸轉向北。

## 路線概述
丹佛路的西端橫跨當河谷、當河谷園林公路及灣景路，途經愛德華王子高架道路。在高架道路以西，街道延續為布魯亞街。
丹佛路曾被指定為安大略5號省道，從當河（位於布魯亞街）東至京士頓道。與省道的許多城市路段一樣，它自1998年1月1日起不再作為連接線。